# هیو منینگ
هیو منینگ (انگلیسی: Hugh Manning؛ ۱۹ اوت ۱۹۲۰ – ۱۸ اوت ۲۰۰۴) هنرپیشه سینما، رادیو و تلویزیون اهل کشور بریتانیا بود.
از فیلم‌هایی که وی در آن نقش داشته است می‌توان به مرد فیل‌نما، منفجرکننده‌های سد و مأمور ما در هاوانا اشاره کرد.